# Cave Vinicole de Cleebourg

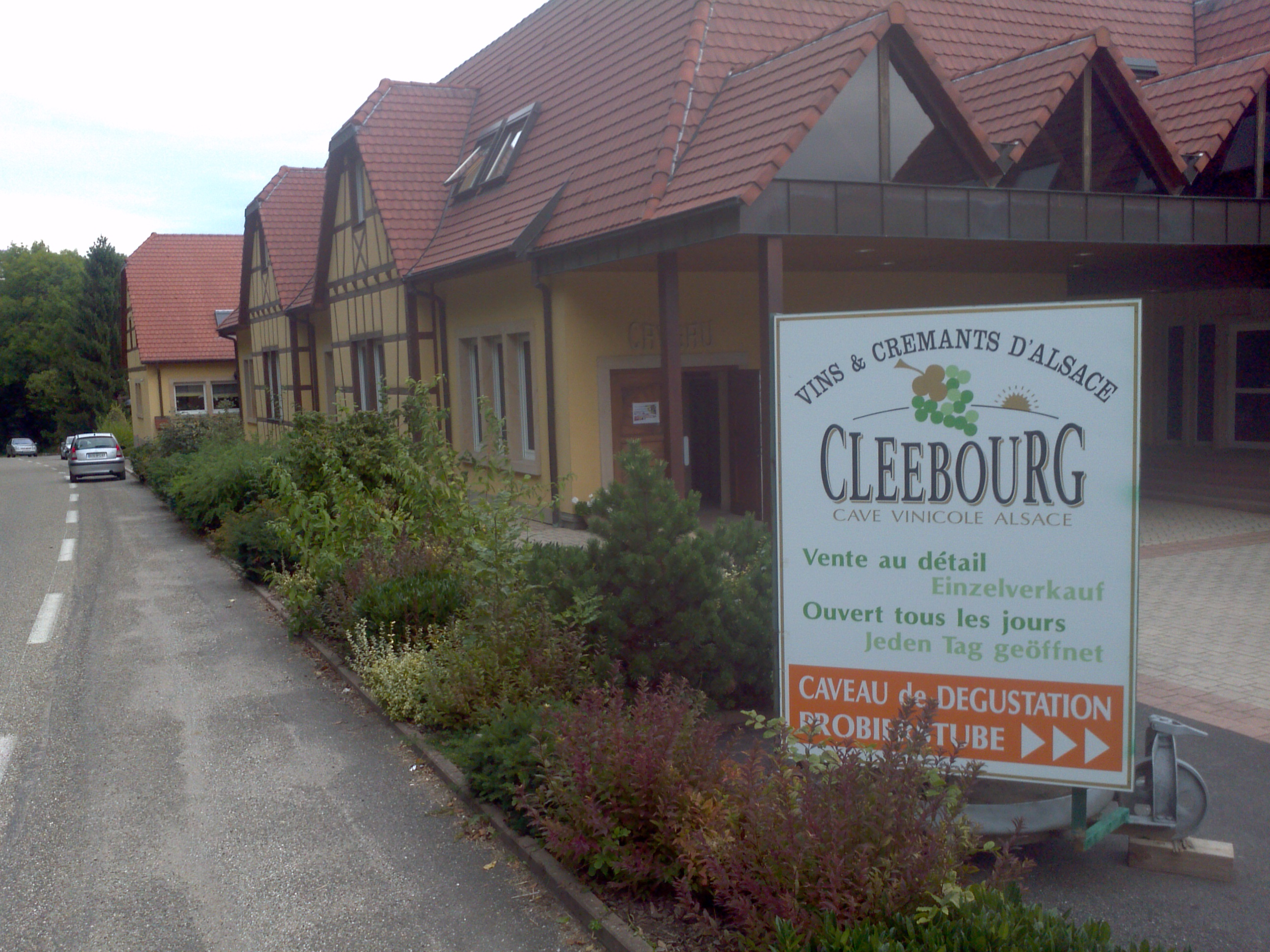
Winzergenossenschaft Cleeburg Außenansicht

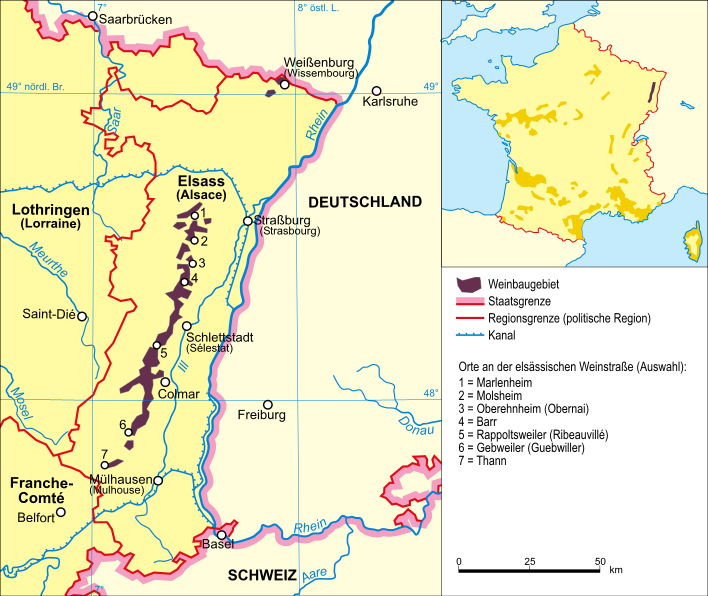
Weinanbau im Elsass. Die Rebflächen der Winzergenossenschaft liegen nahe der Stadt Wissembourg.

Die Vinicole de Cleebourg oder auch Cave Vinicole de Cleebourg ist eine elsässer Winzergenossenschaft im Unterelsass in der Gemeinde Cleebourg.

## Lage
Die Wirtschaftsgebäude der Genossenschaft liegen am nördlichen Rand der Gemeinde zwischen den Gemeinden Cleebourg und Oberhoffen. Die Weinberge dieses Zusammenschlusses sind die nördlichsten des Elsass und liegen über 60 Kilometer von den nächsten französischen entfernt, grenzen aber an die nächsten pfälzischen Weinberge an, gehören geologisch und klimatisch und damit geschmacklich eher zur Südpfalz. Die Weinberge liegen überwiegend an Süd- und Südwesthängen im breiten Tal des Haussauerbaches sowie an Schemper- und Bremmelbach. Außerdem wachsen die Weine der der Winzergenossenschaft zugehörigen Betriebe oberhalb des Wissembourger Krankenhauses Centre Hospitalier. Die Jahresproduktion liegt bei fast 14.000 hl.

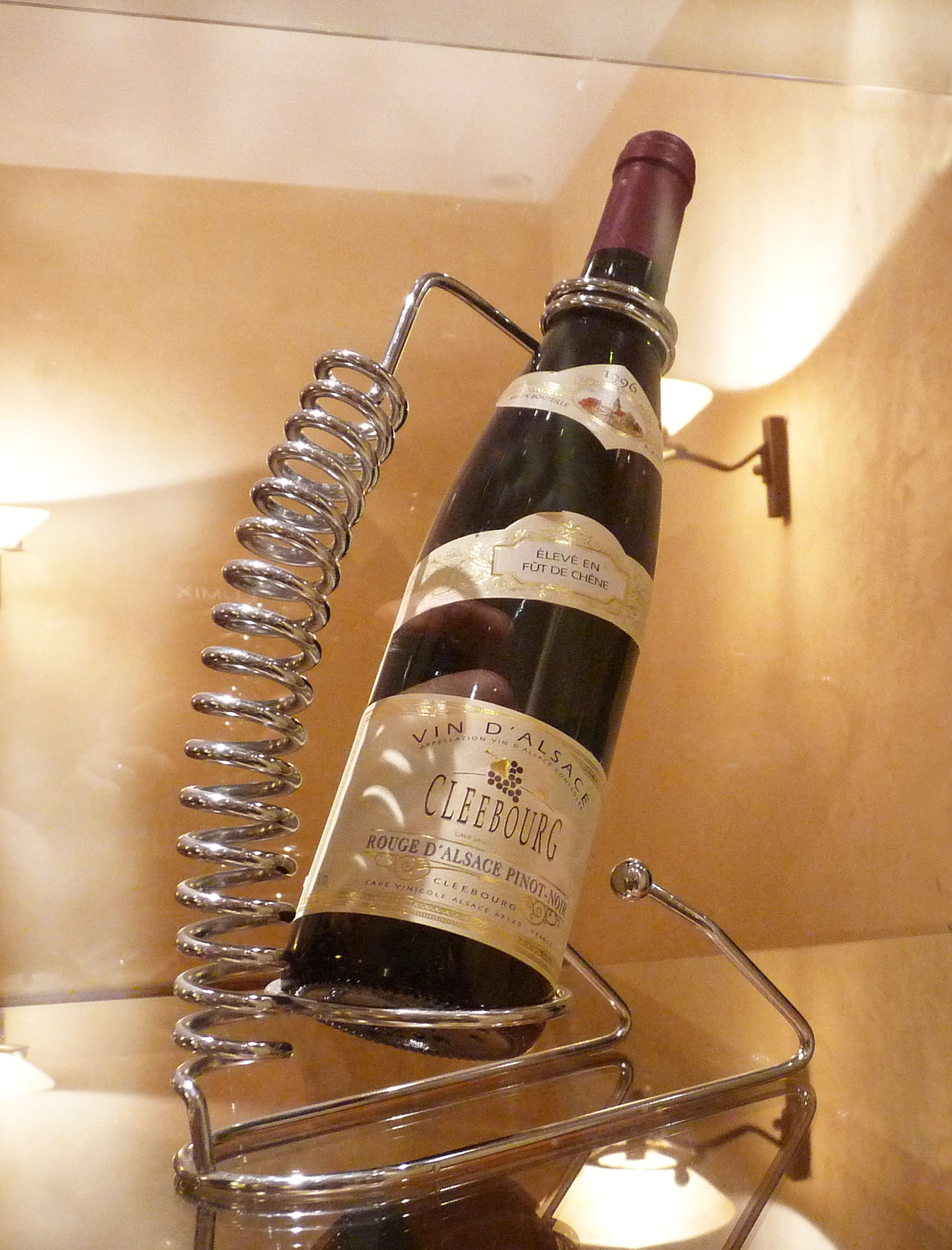
Pinot Noir der Winzergenossenschaft Cleebourg

Auf insgesamt 200 ha innerhalb der Ortschaften von Cleebourg (mit überwiegend Lehm- und Mergelboden), Rott (vorwiegend Mergel- und Sandsteinboden), Oberhoffen-lès-Wissembourg, Steinseltz und Riedseltz (Löß- und Lehmboden) werden überwiegend Weißweine angebaut: Riesling, Weißburgunder, Grauburgunder, Auxerrois, Muskat und Edelzwicker.

## Betrieb
Die Tradition des Weinbaus ist groß, jedoch wurden die Rebkulturen im Zweiten Weltkrieg zugunsten der Erzeugung von Grundnahrungsmitteln zerstört (→ Reichsnährstand). Damit einher ging auch die Überlegung, in Zukunft genossenschaftlich zu arbeiten. 1946 bereits wurden die Weinberge wieder mit Rebstöcken bepflanzt und die Winzergenossenschaft gegründet. Heute sind alle etwa 170 ausschließlich nebenerwerblich-arbeitenden Betriebe an die Genossenschaft angeschlossen.
Das Betriebslabor analysiert die Moste und Weine mittels FTIR-Spektrometer und kann so die analytischen Kennzahlen von Zuckergehalt, Alkoholgehalt, Gesamtsäure, pH-Wert, flüchtige Säure, Apfel- und Milch-Säure, Weinsäure, Gluconsäure, Stickstoffgehalte etc. schnell ermitteln.

## Lagen
| Lage        | Ort                        | Rebsorte       |
| ----------- | -------------------------- | -------------- |
| Keimberg    | Cleebourg                  | Weißburgunder  |
| Himmrich    | Cleebourg                  | Grauburgunder  |
| Reifenberg  | Cleebourg                  | Gewürztraminer |
| Hannesacker | Rott                       | Riesling       |
| Eselsforch  | Rott                       | Riesling       |
| Karchweg    | Oberhoffen les Wissembourg | Grauburgunder  |
| Brandhof    | Steinseltz                 | Grauburgunder  |
| Huettgasse  | Steinseltz                 | Spätburgunder  |
| Oberberg    | Steinseltz                 | Gewürztraminer |
| Kammerberg  | Wissembourg                | Riesling       |